# Friedhof Karacaahmet

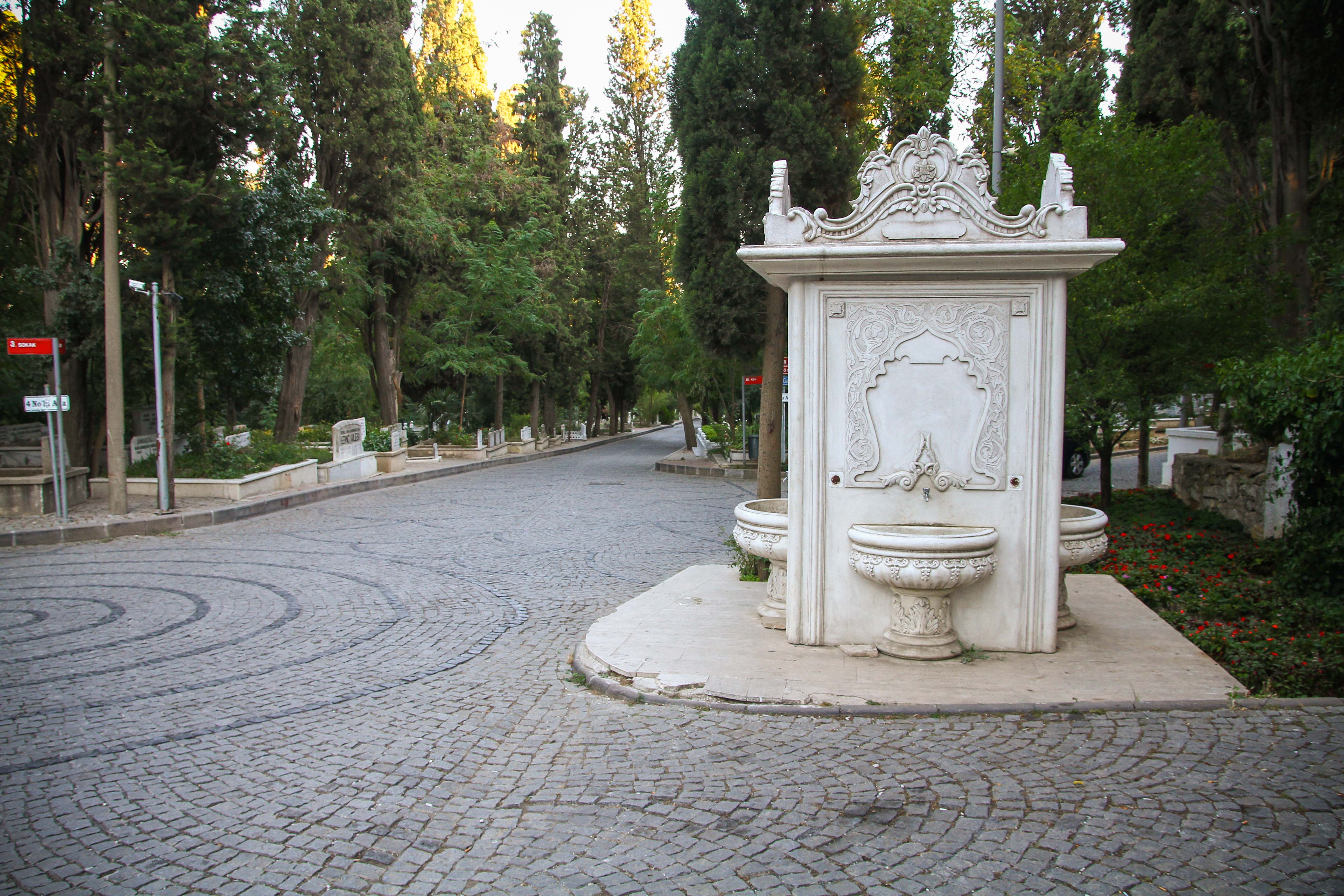
Friedhof Karacaahmet

Der Friedhof Karacaahmet (türkisch Karacaahmet Mezarlığı) ist ein historischer Friedhof im Istanbuler Stadtbezirk Üsküdar im asiatischen Teil der Stadt. Der Friedhof entstand im 14. Jahrhundert und ist der älteste in Istanbul. Mit einer Fläche von 750.000 m² ist er auch der größte der Türkei. Schätzungen gehen von mehr als einer Million Gräber aus. Benannt ist der Friedhof nach einem Kriegsgefährten des osmanischen Sultans Orhan I.

## Lage
Der Friedhof erstreckt sich von Nordwesten nach Südosten oberhalb des Bosporus und des Hafens von Istanbul im Istanbuler Stadtbezirk Üsküdar. Das Gelände wird von der Nuhkuyusu Caddesi in zwei Teile zerschnitten. Durch den nördlichen Teil führen außerdem die Gündoğumu Caddesi und die Tunusbağı Caddesi.

## Geschichte

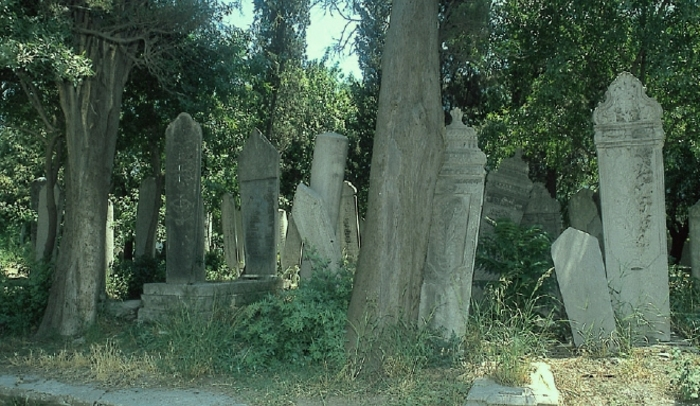
Altes Grabfeld

Der Friedhof entstand zwischen 1359 und 1389 in der Regentschaftszeit von Sultan Murad I. auf einer Anhöhe und wurde in der Folgezeit schrittweise erweitert. Der älteste Teil des Friedhofs liegt im Nordwesten. Seit 1698 trägt er seinen heutigen Namen.
In den Jahren 1917, 1940, 1956 und 1974 wurden für Bauprojekte Gräber enteignet und eingeebnet. Im Jahr 1991 wurde der Friedhof daher von der Stadtverwaltung unter Denkmalschutz gestellt.
Die Grabungsarbeiten für den Tunnel des Marmaray-Eisenbahnprojekts verursachte im Juni 2007 leichte Schäden auf dem historischen Friedhof. In der Nähe der Friedhofsmauer trat eine Absenkung mit einem Durchmesser von 1,5 m und einer Tiefe von 4 m auf. Dabei wurden einige Gräber beschädigt.
Am Eingang zum Friedhof wurde in den 2000er Jahren die Şakirin-Moschee errichtet. Auf dem Gelände liegen außerdem die Karacaahmet-Moschee und die Şehitlik-Moschee.

## Architektur

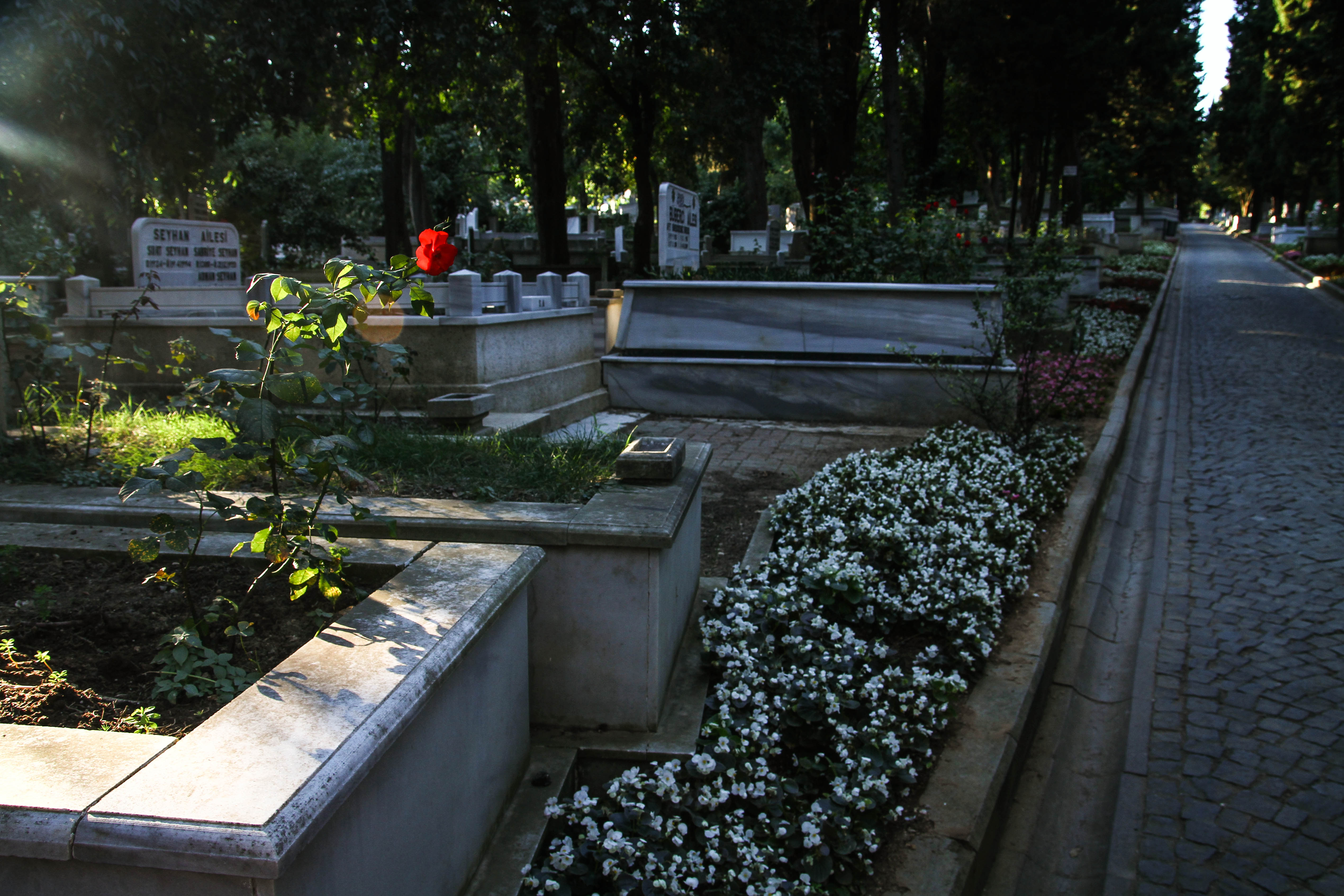
Gräber aus dem 19. und 20. Jahrhundert

Der Friedhof Karacaahmet bedeckt eine Fläche von 750.000 m² und ist damit der größte der Türkei. Das Gelände ist von hohen Zypressen, Eichen, Bergahorn und Zürgelbäumen bewachsen. Das Gelände ist in fünf große Bezirke unterteilt, die sich in zwölf Abschnitte gliedern, die jeweils unterschiedlichen religiösen Gruppen zugeordnet sind. Viele der historischen Grabsteine sind in osmanischer Sprache beschriftet. 
Da erst seit 1937 Akten über Bestattungen auf dem Friedhof existieren, ist die genaue Zahl der Gräber unbekannt. Sie wird auf über eine Million geschätzt.

## Bestattete Persönlichkeiten
Auf dem Friedhof befindet sich der Schrein von Karaca Ahmet Sultan, einem Arzt des 13. Jahrhunderts und Heiligen des Bektaschi-Ordens. Außerdem wurden hier unter anderem bestattet:
- Benderli Ali Pascha († 1821), Großwesir
- Vehip Pascha (1877–1940), osmanischer General
- Reşat Nuri Güntekin (1889–1956), Schriftsteller
- Osman Zeki Üngör (1880–1958), Komponist und Dirigent
- Süleyman Hilmi Tunahan, islamischer Gelehrter
- Safiye Erol (1902–1964), Schriftstellerin
- Fikret Mualla Saygı (1903–1967), Maler
- Nihal Atsız (1905–1975), Schriftsteller und Philosoph
- Oktay Rifat (1914–1988), Dichter
- Hamiyet Yüceses (1915–1996), Sängerin
- Cem Karaca (1945–2004), türkischer Rockmusiker
- Arif Mardin (1932–2006), Musikproduzent
- Saadet İkesus Altan (1916–2007), Opernsängerin und -intendantin[5]
- Fazıl Hüsnü Dağlarca (1914–2008), Dichter
- Oktay Sinanoğlu (1935–2015), theoretischer Chemiker[6]
- Tahsin Şahinkaya (1925–2015), Luftwaffengeneral und einer der Anführer des Militärputsches 1980 in der Türkei
- İbrahim Erkal (1966–2017), Singer-Songwriter[7]
- Can Bartu (1936–2019), Fußball- und Basketballspieler[8]
- Yaşar Büyükanıt (1940–2019), General der türkischen Luftwaffe[9]